# Campionati australiani di atletica leggera
I campionati australiani di atletica leggera sono una competizione nazionale di atletica leggera organizzata annualmente dall'Athletics Australia.
Si tennero per la prima volta il 31 maggio 1890 a Sydney, con il nome di Inter Colonial Meet. Fino alla stagione 1927-1928 vi parteciparono anche gli atleti neozelandesi; la prima partecipazione femminile fu nel 1930.

## Edizioni
| Anno        | Sede                                          | Città                |
| ----------- | --------------------------------------------- | -------------------- |
| 1890 – 1891 | Moore Park                                    | Sydney               |
| 1893 – 1894 | Melbourne Cricket Ground                      | Melbourne            |
| 1895 – 1896 | Lancaster Park                                | Christchurch         |
| 1897 – 1898 | Sydney Cricket Ground                         | Sydney               |
| 1899 – 1900 | Bowen Park                                    | Brisbane             |
| 1901 – 1902 | The Domain                                    | Auckland             |
| 1903 – 1904 | Melbourne Cricket Ground                      | Melbourne            |
| 1905 – 1906 | Sydney Cricket Ground                         | Sydney               |
| 1907 – 1908 | Hobart Cricket Ground                         | Hobart               |
| 1909 – 1910 | Bowen Park                                    | Brisbane             |
| 1911 – 1912 | Basin Reserve                                 | Wellington           |
| 1913 – 1914 | Amateur Sports Ground                         | Melbourne            |
| 1919 – 1920 | Sydney Sports Ground                          | Sydney               |
| 1921 – 1922 | Adelaide Oval                                 | Adelaide             |
| 1923 – 1924 | North Hobart Oval                             | Hobart               |
| 1925 – 1926 | Bowen Park                                    | Brisbane             |
| 1927 – 1928 | Basin Reserve                                 | Wellington           |
| 1929 – 1930 | Melbourne Cricket Ground                      | Melbourne            |
| 1931 – 1932 | Sydney Cricket Ground                         | Sydney               |
| 1932 – 1933 | Amateur Sports Ground                         | Melbourne            |
| 1933 – 1934 | Adelaide Oval                                 | Adelaide             |
| 1934 – 1935 | Lang Park                                     | Brisbane             |
| 1935 – 1936 | North Hobart Oval / Rushcutters Bay Oval      | Hobart / Sydney      |
| 1937 – 1938 | Bowen Park / Royal Park                       | Brisbane / Melbourne |
| 1939 – 1940 | Leederville Oval                              | Perth                |
| 1946 – 1947 | Leederville Oval                              | Perth                |
| 1947 – 1948 | St. Kilda Cricket Ground / University Oval    | Melbourne / Sydney   |
| 1948 – 1949 | Sydney Cricket Ground                         | Sydney               |
| 1949 – 1950 | Adelaide Oval / Norwood Oval                  | Adelaide             |
| 1950 – 1951 | North Hobart Oval                             | Hobart               |
| 1951 – 1952 | Exhibition Grounds / Olympic Park             | Brisbane / Melbourne |
| 1952 – 1953 | Leederville Oval                              | Perth                |
| 1953 – 1954 | Sydney Cricket Ground / Leederville Oval      | Sydney / Perth       |
| 1954 – 1955 | Kensington Oval                               | Adelaide             |
| 1955 – 1956 | Olympic Park / Brisbane Cricket Ground        | Melbourne / Brisbane |
| 1956 – 1957 | Olympic Park                                  | Melbourne            |
| 1957 – 1958 | Exhibition Grounds / Sydney Sports Ground     | Brisbane / Sydney    |
| 1958 – 1959 | North Hobart Oval                             | Hobart               |
| 1959 – 1960 | Leederville Oval / North Hobart Oval          | Perth / Hobart       |
| 1960 – 1961 | Lang Park                                     | Brisbane             |
| 1961 – 1962 | E.S. Marks Field / West Parkland Field        | Sydney / Adelaide    |
| 1962 – 1963 | Thebarton Oval / Lang Park                    | Adelaide / Brisbane  |
| 1963 – 1964 | Olympic Park / Royal Park                     | Melbourne            |
| 1964 – 1965 | North Hobart Oval / Perry Lakes Stadium       | Hobart / Perth       |
| 1965 – 1966 | Perry Lakes Stadium / Sydney Sports Ground    | Perth / Sydney       |
| 1966 – 1967 | Olympic Park Sports Field / North Hobart Oval | Adelaide / Hobart    |
| 1967 – 1968 | E.S. Marks Field / Olympic Park Sports Field  | Sydney / Adelaide    |
| 1968 – 1969 | Olympic Park / Lang Park                      | Melbourne / Brisbane |
| 1969 – 1970 | Olympic Park Sports Field / Royal Park        | Adelaide / Melbourne |
| 1970 – 1971 | Lang Park / Sydney Sports Ground              | Brisbane / Sydney    |
| 1971 – 1972 | Perry Lakes Stadium                           | Perth                |
| 1972 – 1973 | E.S. Marks Field / North Hobart Oval          | Sydney / Hobart      |
| 1973 – 1974 | Olympic Park / Olympic Park Sports Field      | Melbourne / Adelaide |
| 1974 – 1975 | Olympic Park Sports Field / Lang Park         | Adelaide / Brisbane  |
| 1975 – 1976 | Olympic Park                                  | Melbourne            |
| 1976 – 1977 | The Domain / Sydney Sports Ground             | Hobart / Sydney      |
| 1977 – 1978 | QEII Stadium                                  | Brisbane             |
| 1978 – 1979 | Perry Lakes Stadium                           | Perth                |
| 1979 – 1980 | E.S. Marks Field                              | Sydney               |
| 1980 – 1981 | Olympic Park Sports Field                     | Adelaide             |
| 1981 – 1982 | QEII Stadium                                  | Brisbane             |
| 1982 – 1983 | Olympic Park                                  | Melbourne            |
| 1983 – 1984 | Olympic Park                                  | Melbourne            |
| 1984 – 1985 | Canberra Stadium                              | Canberra             |
| 1985 – 1986 | Olympic Park Sports Field                     | Adelaide             |
| 1986 – 1987 | Sydney Athletic Field                         | Sydney               |
| 1987 – 1988 | Perry Lakes Stadium                           | Perth                |
| 1988 – 1989 | QEII Stadium                                  | Brisbane             |
| 1989 – 1990 | Olympic Park                                  | Melbourne            |
| 1990 – 1991 | Sydney Athletic Field                         | Sydney               |
| 1991 – 1992 | Olympic Sports Field                          | Adelaide             |
| 1992 – 1993 | QEII Stadium                                  | Brisbane             |
| 1993 – 1994 | Sydney Athletic Field                         | Sydney               |
| 1994 – 1995 | Sydney Athletic Field                         | Sydney               |
| 1995 – 1996 | Sydney Athletic Field                         | Sydney               |
| 1996 – 1997 | Olympic Park                                  | Melbourne            |
| 1997 – 1998 | Olympic Park                                  | Melbourne            |
| 1998 – 1999 | Olympic Park                                  | Melbourne            |
| 1999 – 2000 | Stadium Australia                             | Sydney               |
| 2000 – 2001 | ANZ Stadium                                   | Brisbane             |
| 2001 – 2002 | QEII Stadium                                  | Brisbane             |
| 2002 – 2003 | ANZ Stadium                                   | Brisbane             |
| 2003 – 2004 | Sydney Olympic Park                           | Sydney               |
| 2004 – 2005 | Sydney Olympic Park                           | Sydney               |
| 2005 – 2006 | Sydney Olympic Park                           | Sydney               |
| 2006 – 2007 | Sydney Olympic Park                           | Sydney               |
| 2007 – 2008 | Queensland Sport and Athletics Centre         | Brisbane             |
| 2008 – 2009 | Queensland Sport and Athletics Centre         | Brisbane             |